# Saaz
Saaz é um tipo de lúpulo aromático utilizado na fabricação de várias cervejas. Seu teor de ácidos alfa é em torno de 3,8% o que o faz muito aromático e pouco amargo. De origem tcheca foi originalmente utilizado na fabricação das cervejas pilsen.
Seu aroma característico pode ser verificado na tcheca Pilsner Urquell (ou Urquell Pils), na brasileira Bohemia e na holandesa Amsterdam Lager.

## Link externo
- BohemiaHop - Lúpulo Saaz